# Rocks and Shoals (Star Trek: Deep Space Nine)
"Rocks and Shoals" és el segon episodi de la sisena temporada de la sèrie de televisió de ciència-ficció estatunidenca Star Trek: Deep Space Nine, el 126è de tota la sèrie. Originalment es van emetre en redifusió a partir del 6 d’octubre de 1997. El guió fou escrit per Ronald D. Moore i fou dirigit per Mike Vejar. És el segon episodi de l’arc argumental inicial de sis episodis, que comença poc després dels esdeveniments de l'episodi anterior.
Ambientada al segle XXIV, la sèrie segueix les aventures a Espai Profund 9, una estació espacial situada prop d'un forat de cuc estable entre els Quadrants Alfa i Gamma de la Via Làctia, prop del planeta Bajor, mentre els bajorans es recuperen d'una brutal ocupació de dècades pels imperialistes cardassians. El Quadrant Gamma acull un imperi hostil conegut com el Domini, governat pels Fundadors que canvien de forma. Durant l'arc argumental inicial de la sisena temporada, l'hostil Domini controla l'estació, i la seva tripulació habitual de la Flota Estel·lar lluita la Guerra del Domini en altres llocs.

## Argument
La nau comandada pel  capità Sisko s'estavella en un mar d'un planeta àrid, ferint la tinent comandant Dax. Una tripulació de Jem'Hadar, els soldats modificats genèticament del Domini, i el seu supervisor vorta greument ferit, Keevan, també s'han estavellat recentment al planeta. Keevan raciona estrictament el subministrament limitat de Ketracel White, la droga que els Jem'Hadar necessiten per sobreviure. Els Jem'Hadar capturen dos membres de la tripulació de Sisko, Nog i Garak, i s'assabenten per ells que la tripulació de la Flota Estel·lar inclou un metge.
El comandant dels Jem'Hadar, Remata'Klan, lliura un missatge a Sisko: Keevan alliberarà Garak i Nog a canvi de tractament del Dr. Bashir i una conversa amb Sisko. Sisko aprofita l'oportunitat per intentar obrir una bretxa entre Remata'Klan i Keevan, però Remata'Klan es manté lleial.
Bashir cura amb èxit la ferida de Keevan. Keevan mostra a Sisko que té un transmissor trencat que es podria utilitzar per enviar una senyal de socors, però no prou Ketracel White per mantenir els soldats fins que es repari; un cop s'acabi el subministrament, els Jem'Hadar començaran una matança. Keevan diu que ordenarà als Jem'Hadar que ataquin la tripulació de la Flota Estel·lar, però li donarà a Sisko el seu pla d'atac, permetent a la tripulació de Sisko matar els Jem'Hadar fàcilment; llavors es lliurarà a si mateix i al transmissor. Sisko accepta l'oferta, tot i les objeccions d'alguns membres de la seva tripulació.
La tripulació de Sisko estableix un foc creuat letal al llarg de l'aproximació dels Jem'Hadar al seu campament. Abans que comenci la batalla, Sisko es reuneix amb Remata'Klan i li explica la traïció de Keevan, argumentant que Keevan no es mereix la lleialtat dels Jem'Hadar. Remata'Klan confessa que sospitava que Keevan els estava guiant deliberadament cap a una trampa, però la lleialtat dels Jem'Hadar als Vorta forma part de l'ordre; seguirà les ordres de Keevan, tot i que cap dels seus homes sobreviurà. Quan els Jem'Hadar ataquen, són ràpidament abatuts per la tripulació de la Flota Estel·lar. Quan Keevan es rendeix, un Sisko disgustat ordena un enterrament per als morts.
Mentrestant, a l'estació espacial Espai Profund 9, la bajorana Major Kira s'adona gradualment que, en no lluitar contra l'ocupació del Domini, s'ha convertit en una col·laboradora; identifica paral·lelismes incòmodes entre la seva pròpia passivitat i els que van col·laborar amb els cardassians durant la seva brutal ocupació de Bajor. Un sacerdot bajorà, Vedek Yassim, es penja en protesta, declarant que "cal oposar-se al Mal". L'endemà al matí, Kira confia al seu amic Odo que començarà a resistir activament el Domini.

## Actors convidats
- Andrew J. Robinson - Elim Garak
- Phil Morris - Tercer Remata'Klan
- Christopher Shea - Keevan
- Aron Eisenberg - Nog
- Paul Eckstein - Limara'Son
- Lilyan Chauvin - Vedek Yassim
- Sarah MacDonnell - Tinent Neeley
- Joseph Fuqua - Alferes Paul Gordon

## Recepció
L'episodi va ajudar a fer avançar el personatge de la major Kira Nerys. Segons l'actriu Nana Visitor: "La maduresa de la Kira havia d'entrar en joc, perquè no podia reaccionar com ho faria la Kira més jove. Hi havia massa en joc. Hi havia massa a perdre. Així que, tot i que no era tan divertit interpretar-hi, vaig trobar que era un punt de creixement important." La llista de Io9 del 2014 dels 100 millors episodis de Star Trek va situar "Rocks and Shoals" com el 41è millor episodi de totes les sèries fins ara. temps, de més de 700 episodis.
Una guia de marató de sèries del 2015 per a Star Trek: Deep Space Nine de Wired recomanava no saltar-se aquest episodi essencial.
El 2016, The Hollywood Reporter va classificar "Rocks and Shoals" juntament amb sis episodis de connexió com un dels vint millors episodis (o seqüències d'episodis) de Star Trek: Deep Space Nine. quest arc de sis episodis destaca pel seu format serialitzat, en comparació amb les històries més curtes de dos episodis que havien estat més comunes a la franquícia Star Trek fins aleshores.
L'arc de sis episodis:
- "A Time to Stand" (Temporada 6 Episodi 1)
- "Rocks and Shoals"
- "Sons and Daughters"
- "Behind the Lines"
- "Favor the Bold"
- "Sacrifice of Angels"

El 2018, SyFy va recomanar aquest episodi per la seva guia abreujada per al personatge bajorà Kira Nerys. Ho recomanen com una seqüència de set episodis que inclou "Call to Arms," "A Time to Stand," "Rocks and Shoals," "Sons and Daughters," "Behind the Lines," "Favor the Bold" i "Sacrifice of Angels"; Això inclou el final de temporada de la temporada 5 i els primers sis episodis de la temporada 6 de la sèrie.